# Grundloses Moor
Grundloses Moor este o arie protejată (arie specială de conservare — SAC, sit de importanță comunitară — SCI) din Germania întinsă pe o suprafață de 290 ha, integral pe uscat.

## Localizare
Centrul sitului Grundloses Moor este situat la coordonatele 52°54′02″N 9°32′44″E / 52.9006°N 9.5456°E.

## Înființare
Situl Grundloses Moor a fost declarat sit de importanță comunitară în octombrie 1998 pentru a proteja un număr necunoscut de specii din flora spontană și fauna sălbatică aflate în arealul zonei. Situl a fost protejat și ca arie specială de conservare în iunie 2016.

## Biodiversitate
Situată în ecoregiunea atlantică, aria protejată conține 5 habitate naturale: Lacuri și iazuri distrofice naturale, Mlaștini oligotrofe degradate, capabile încă de regenerare naturală, Mlaștini turboase de tranziție și turbării mișcătoare, Depresiuni pe substraturi de turbă de Rhynchosporion, Mlaștini împădurite.
La baza desemnării sitului se află un număr nedeclarat de specii protejate.